# Lucio Horacio Pulvilo
Lucio Horacio Pulvilo  fue un político y militar romano del siglo IV a. C., miembro de los Horacios Pulvilos, una rama familiar patricia de la gens Horacia, aunque no se sabe su relación con otros miembros de la familia. Obtuvo el tribunado consular en el año 386 a. C. y se le encargó que se hiciera con armas para la defensa, trigo y todo lo que la guerra demandara. Después, con su colega Lucio Quincio Cincinato, estuvo a cargo de las operaciones militares en territorio volsco en sustitución de Publio Valerio Potito Publícola.